# Теплоелектроцентраль

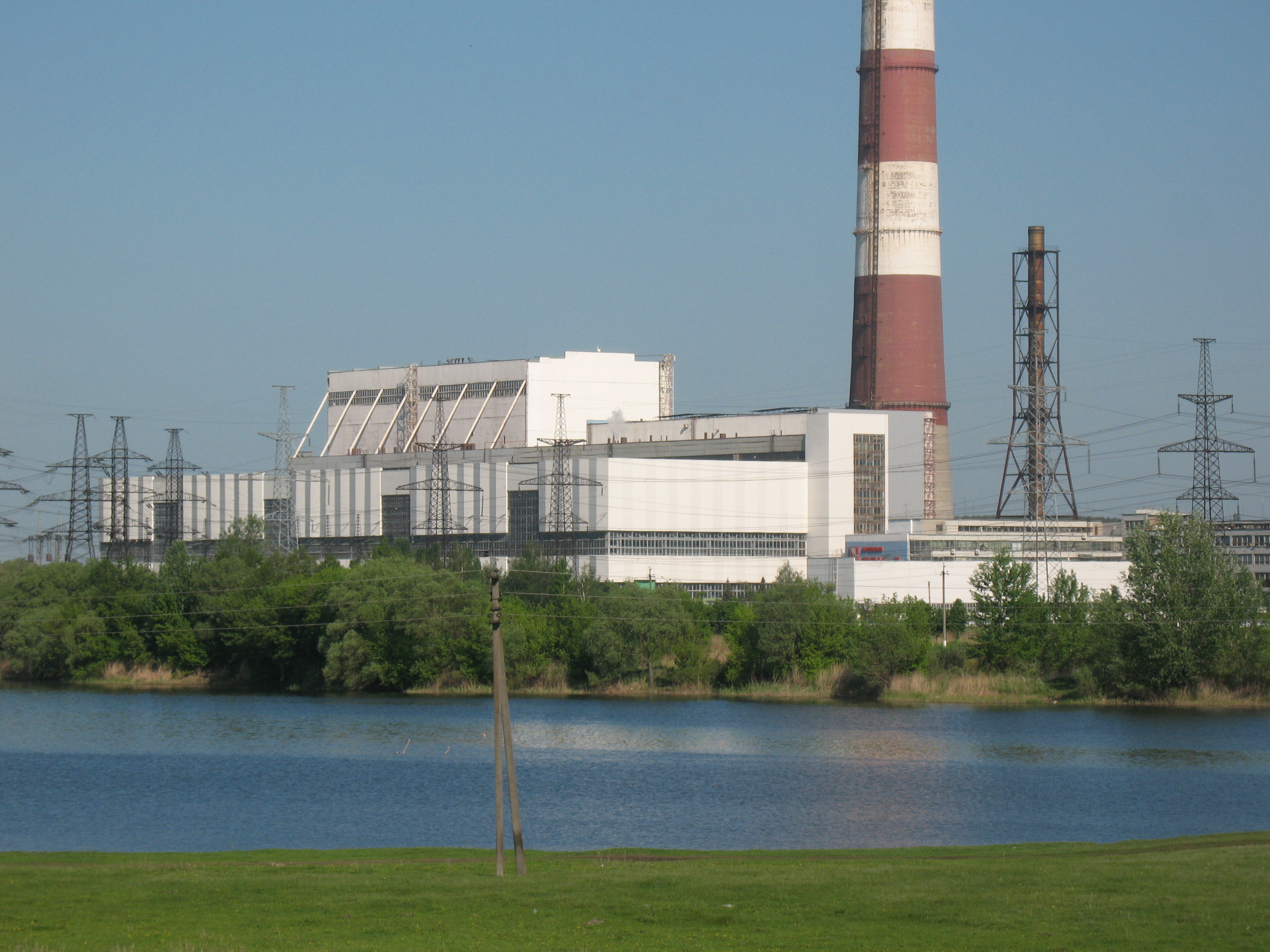
Харківська ТЕЦ-5

Теплоелектроцентра́ль (ТЕЦ) — теплова електростанція, що виробляє одночасно електроенергію й тепло у вигляді гарячої води та пари.Тепло та пара можуть використатись як для промисловості, так і для побутових потреб (централізованого опалення та гарячого водопостачання).

### Принцип роботи
Під час роботи парової турбіни з неї може відбиратись частина пари потрібної температури. Це зменшує ефективність генерації електроенергії. Також, залишкове тепло від роботи електростанції (нагріта пара після виходу з парової турбіни, вихлопні гази, нагріте масло тощо) використовується для нагрівання води або опалення.
Ефективність когенерації (одночасної генерації електроенергії та тепла) значно вище за ефективність роздільної генерації електроенергії та тепла на звичайних електростанціях та котельних. Попри це, треба звертати увагу ще і на втрати при транспортуванні тепла або пари по трубах до кінцевого споживача.